# Хребет Академії Наук
Хребе́т Акаде́мії Нау́к — гірський хребет в Таджикистані. Належить до гірської системи Паміру.
Простягається із півночі на південь, від долини річки Муксу до річки Ванч. На сході з'єднується з хребтом Північний Танимас. Найвища точка — пік Ісмаїла Самані (7495 м). Вкритий льодовиками — льодовик Федченка.
Інші вершини:
- пік Росія — 6875 м
- пік Ахмеді-Доніша — 6645 м
- пік Гармо — 6602 м
- пік Калініна — 6485 м
- гора Музджилга — 6289 м
- пік Маршала Василевського — 6265 м
- гора Шильбе — 5820 м
- пік Співдружності — 5630 м
- пік Палю — 5620 м
- гора Шпора — 4792 м

| Таджикистан | Це незавершена стаття з географії Таджикистану. Ви можете допомогти проєкту, виправивши або дописавши її. |